# Lobocheilos falcifer
Lobocheilos falcifer és una espècie de peix cipriniforme de la família dels ciprínids.

## Morfologia
Els mascles poden assolir els 33,5 cm de longitud total.

## Distribució geogràfica
Es troba a Java (Indonèsia) i a Sarawak (Borneo, Malàisia).